# Beaucaire (Gard)
Beaucaire é uma comuna francesa na região administrativa de Occitânia, no departamento de Gard. Estende-se por uma área de 86,52 km². Em 2010 a comuna tinha 15 857 habitantes (densidade: 183,3 hab./km²).
Durante a Roma antiga, Beaucaire era conhecida como Ugerno (em latim: Ugernum).